# Aichi E10A
Aichi E10A (яп. 九六式水上偵察機, Ночной разведывательный гидросамолёт морской Тип 96 модель 1) — серийный разведывательный гидросамолёт Имперского флота Японии периода Второй мировой войны.
Кодовое имя союзников — «Хэнк» (англ. Hank).

## История создания
В начале 1930-х годов командование Имперского флота Японии заинтересовалось вопросом использования кораблей в ночное время. Для этого началась подготовка личного состава, стали разрабатываться наиболее эффективные тактические приёмы. Кроме того, в 1934 году было сформулировано техническое задание 9-Си на изготовление ночного разведывательного гидросамолёта. Особое внимание уделялось способности самолёта отслеживать передвижение кораблей противника в ночное время, а основной акцент делался на высокой экономичности и продолжительности полёта на крейсерской скорости. Экипаж должен был состоять из 3 человек — пилота, наблюдателя-стрелка и радиооператора. Поскольку самолёты должны были действовать над океанскими просторами, они должны были оставаться на плаву даже при высоких волнах. Масса самолёта ограничивалась параметрами катапульты, которая устанавливалась на японских крейсерах.
Заказ на изготовление прототипов был передан фирмам Aichi и Kawanishi. Конструкторы обеих фирм, проанализировав техническое задание, пришли к выводу, что это должна быть летающая лодка, а не поплавковый самолёт.
Конструкторы фирмы Aichi разработали проект летом 1934 года. Это был биплан с двигателем Aichi Type 91 мощностью 650 к.с., расположенным на пилоне под верхним крылом, который приводил в действие толкающий деревянный винт постоянного шага. Пилот и радиооператор размещались в просторной застеклённой кабине, наблюдатель размещался в открытой кабине в носовой части самолёта. Самолёт был вооружён одним 7,7-мм пулемётом «Тип 87», размещённым в кабине наблюдателя.
После заводских испытаний самолёт был передан флоту для проведения сравнительных испытаний вместе с самолётом конкурентов Kawanishi E10K. Испытания показали преимущество самолёта E10A, и в мае 1936 года он был принят на вооружение под названием «Ночной морской разведывательный гидросамолёт Тип 96 модель 1» (или E10A1).
Однако самолёт выпускался недолго — в 1937 году, после постройки 15 машин, их выпуск был прекращён.

## История использования
Во время японо-китайской войны самолёты E10A привлекались к патрулированию районов боевых действий. Вскоре их начали выводить из передовых частей, заменяя более современными Aichi E11A. Самолёты E10A ограниченно использовались на начальном этапе войны на Тихом океане. Эти самолёты даже успела обнаружить разведка американцев, дав им кодовое название «Хэнк» (англ. Hank).

## Тактико-технические характеристики

### Технические характеристики
- Экипаж: 3 человека
- Длина: 11,22 м
- Высота: 4,50 м
- Размах крыла: 15,50 м
- Площадь крыла: 52,10 м²
- Масса пустого: 2 100 кг
- Масса снаряжённого: 3 300 кг
- Двигатель: 1 х Aichi Type 91
- Мощность: 650 л. с.

### Лётные характеристики
- Максимальная скорость: 206 км/ч
- Крейсерская скорость: 106 км/ч
- Практическая дальность: 1 852 км
- Практический потолок: 4 120 м

### Вооружение
- Пулемётное: 1 × 7,7 мм пулемёт «Тип 87»